# Општина Сан Франсиско дел Ринкон (Гванахуато)
Сан Франсиско дел Ринкон (шп. San Francisco del Rincón) општина је у Мексику у савезној држави Гванахуато. Општина се налази на надморској висини од 1756 м.

## Становништво
Према подацима из 2010. у општини је живело 113570 становника.

### Хронологија
| Година       | 2000                   | 2005                   | 2010                   |
| ------------ | ---------------------- | ---------------------- | ---------------------- |
| Становништво | 100239 (48393 / 51846) | 103217 (49215 / 54002) | 113570 (55026 / 58544) |

### Попис
| \| \| м \| \| \| ж \| \| 0—2 \| 3.612 \| \| \| 3.477 \| \| 3—5 \| 3.652 \| \| \| 3.635 \| \| 6—11 \| 7.579 \| \| \| 7.458 \| \| 12—14 \| 3.748 \| \| \| 3.668 \| \| 15—17 \| 3.660 \| \| \| 3.687 \| \| 18—24 \| 7.185 \| \| \| 7.765 \| \| 60+ \| 4.177 \| \| \| 4.906 \| \| Просек : \| 27,1 \| \| \| 28,2 \| |       |  |  |       |
| |       |  |  |       |
| | м     |  |  | ж     |
| 0—2 | 3.612 |  |  | 3.477 |
| 3—5 | 3.652 |  |  | 3.635 |
| 6—11 | 7.579 |  |  | 7.458 |
| 12—14 | 3.748 |  |  | 3.668 |
| 15—17 | 3.660 |  |  | 3.687 |
| 18—24 | 7.185 |  |  | 7.765 |
| 60+ | 4.177 |  |  | 4.906 |
| Просек : | 27,1  |  |  | 28,2  |

| #   | Индикатор                                                                                        | Вредност |
| --- | ------------------------------------------------------------------------------------------------ | -------- |
| 1   | Становништво од 0 до 2 године                                                                    | 7089     |
| 2   | Мушко становништво од 0 до 2 године                                                              | 3612     |
| 3   | Женско становништво од 0 до 2 године                                                             | 3477     |
| 4   | Становништво са 3 и више година                                                                  | 105556   |
| 5   | Мушко становништво са 3 и више година                                                            | 50951    |
| 6   | Женско становништво са 3 и више година                                                           | 54605    |
| 7   | Становништво са 5 и више година                                                                  | 100705   |
| 8   | Мушко становништво са 5 и више година                                                            | 48501    |
| 9   | Женско становништво са 5 и више година                                                           | 52204    |
| 10  | Становништво са 12 и више година                                                                 | 83232    |
| 11  | Мушко становништво са 12 и више година                                                           | 39720    |
| 12  | Женско становништво са 12 и више година                                                          | 43512    |
| 13  | Становништво са 15 и више година                                                                 | 75816    |
| 14  | Мушко становништво са 15 и више година                                                           | 35972    |
| 15  | Женско становништво са 15 и више година                                                          | 39844    |
| 16  | Становништво са 18 и више година                                                                 | 68469    |
| 17  | Мушко становништво са 18 и више година                                                           | 32312    |
| 18  | Женско становништво са 18 и више година                                                          | 36157    |
| 19  | Становништво од 3 до 5 година                                                                    | 7287     |
| 20  | Мушко становништво од 3 до 5 година                                                              | 3652     |
| 21  | Женско становништво од 3 до 5 година                                                             | 3635     |
| 22  | Становништво од 6 до 11 година                                                                   | 15037    |
| 23  | Мушко становништво од 6 до 11 година                                                             | 7579     |
| 24  | Женско становништво од 6 до 11 година                                                            | 7458     |
| 25  | Становништво од 8 до 14 година                                                                   | 17569    |
| 26  | Мушко становништво од 8 до 14 година                                                             | 8871     |
| 27  | Женско становништво од 8 до 14 година                                                            | 8698     |
| 28  | Становништво од 12 до 14 година                                                                  | 7416     |
| 29  | Мушко становништво од 12 до 14 година                                                            | 3748     |
| 30  | Женско становништво од 12 до 14 година                                                           | 3668     |
| 31  | Становништво од 15 до 17 година                                                                  | 7347     |
| 32  | Мушко становништво од 15 до 17 година                                                            | 3660     |
| 33  | Женско становништво од 15 до 17 година                                                           | 3687     |
| 34  | Становништво од 18 до 24 године                                                                  | 14950    |
| 35  | Мушко становништво од 18 до 24 године                                                            | 7185     |
| 36  | Женско становништво од 18 до 24 године                                                           | 7765     |
| 37  | Женско становништво од 15 до 49 година                                                           | 30822    |
| 38  | Становништво са 60 и више година                                                                 | 9083     |
| 39  | Мушко становништво са 60 и више година                                                           | 4177     |
| 40  | Женско становништво са 60 и више година                                                          | 4906     |
| 41  | Однос између мушкараца и жена                                                                    | 93.99    |
| 42  | Становништво од нуле до 14 година                                                                | 36829    |
| 43  | Становништво од 15 до 64 године                                                                  | 69481    |
| 44  | Становништво од 65 година и више                                                                 | 6335     |
| 45  | Просечан број деце                                                                               | 2.59     |
| 46  | Становништво рођено у ентитету                                                                   | 102809   |
| 47  | Мушко становништво рођено у ентитету                                                             | 49800    |
| 48  | Женско становништво рођено у ентитету                                                            | 53009    |
| 49  | Становништво рођено у другом ентитету                                                            | 8673     |
| 50  | Мушко становништво рођено у другом ентитету                                                      | 4179     |
| 51  | Женско становништво рођено у другом ентитету                                                     | 4494     |
| 52  | Становништво од 5 година и више резидентно у ентитету у јуну 2005. године                        | 97467    |
| 53  | Мушко становништво старосног доба од 5 година и више, резидентно у ентитету у јуну 2005. године  | 46459    |
| 54  | Женско становништво старосног доба од 5 и више година, резидентно у ентитету у јуну 2005. године | 51008    |
| 55  | Становништво од 5 година и више које је живело у другом ентитету у јуну 2005. године             | 1288     |
| 56  | Мушко становништво старије од 5 година које је живело у другом ентитету у јуну 2005. године      | 661      |
| 57  | Женско становништво старије од 5 година које је живело у другом ентитету у јуну 2005. године     | 627      |
| 58  | Становништво од 3 године и више које говори аутохтони језик                                      | 239      |
| 59  | Мушко становништво старо 3 године и више које говори аутохтони језик                             | 151      |
| 60  | Женско становништво старо 3 године и више које говори аутохтони језик                            | 88       |
| 61  | Становништво од 3 године и више које говори аутохтони језик и не говори шпански језик            | 9        |
| 62  | Мушко становништво старо 3 године и више које говори аутохтони језик и не говори шпански         | 5        |
| 63  | Женско становништво старо 3 године и више које говори аутохтони језик и не говори шпански језик  | 4        |
| 64  | Становништво старо 3 године и више које говори аутохтони језик и шпански                         | 122      |
| 65  | Мушко становништво старо 3 године и више које говори аутохтони језик и шпански                   | 78       |
| 66  | Женско становништво старо 3 године и више које говори аутохтони језик и шпански                  | 44       |
| 67  | Становништво од 5 година и више које говори аутохтони језик                                      | 234      |
| 68  | Становништво од 5 година и више које говори аутохтони језик и не говори шпански језик            | 9        |
| 69  | Становништво од 5 година и више које говори аутохтони језик и говори шпански језик               | 120      |
| 70  | Становништво у домородачким домаћинствима                                                        | 490      |
| 71  | Становништво са ограничењима у активностима                                                      | 4462     |
| 72  | Становништво са ограниченим ходањем или кретањем, горе или доле                                  | 2610     |
| 73  | Становници са ограничењима вида, чак и уз кориштење сочива                                       | 1038     |
| 74  | Становништво са ограничењима говора, комуникације или конверзације                               | 448      |
| 75  | Становништво са ограниченим слухом                                                               | 435      |
| 76  | Становништво са ограничењима при одевању, купању или јелу                                        | 280      |
| 77  | Становништво са ограничењима у опажању или учењу једноставних ствари                             | 314      |
| 78  | Становништво са менталним ограничењима                                                           | 537      |
| 79  | Становништво без ограничења активности                                                           | 107680   |
| 80  | Становништво од 3 до 5 година које не похађа школу                                               | 3610     |
| 81  | Мушко становништво од 3 до 5 година које не похађа школу                                         | 1823     |
| 82  | Женско становништво од 3 до 5 година које не похађа школу                                        | 1787     |
| 83  | Становништво од 6 до 11 година које не похађа школу                                              | 437      |
| 84  | Мушко становништво од 6 до 11 година које не похађа школу                                        | 239      |
| 85  | Женско становништво од 6 до 11 година које не похађа школу                                       | 198      |
| 86  | Становништво од 12 до 14 година које не похађа школу                                             | 1276     |
| 87  | Мушко становништво од 12 до 14 година које не похађа школу                                       | 672      |
| 88  | Женско становништво од 12 до 14 година које не похађа школу                                      | 604      |
| 89  | Становништво од 15 до 17 година похађа школу                                                     | 3504     |
| 90  | Мушко становништво од 15 до 17 година похађа школу                                               | 1668     |
| 91  | Женско становништво између 15 и 17 година живота у школи                                         | 1836     |
| 92  | Становништво од 18 до 24 године похађа школу                                                     | 2300     |
| 93  | Мушко становништво од 18 до 24 године похађа школу                                               | 1094     |
| 94  | Женско становништво од 18 до 24 године похађа школу                                              | 1206     |
| 95  | Становништво од 8 до 14 година које не може да чита и пише                                       | 571      |
| 96  | Мушко становништво старосног доба од 8 до 14 година које не може да чита и пише                  | 337      |
| 97  | Женско становништво старосног доби од 8 до 14 година које не може да чита и пише                 | 234      |
| 98  | Становништво од 15 година и више које је неписмено                                               | 6147     |
| 99  | Мушко становништво од 15 година и више које је неписмено                                         | 2395     |
| 100 | Женско становништво од 15 година и више које је неписмено                                        | 3752     |
| 101 | Становништво старо 15 и више година без школовања                                                | 6126     |
| 102 | Мушко становништво старо 15 и више година без школовања                                          | 2605     |
| 103 | Женско становништво старо 15 и више година без школовања                                         | 3521     |
| 104 | Становништво старосног доба 15 и више година са непотпуним основним образовањем                  | 13830    |
| 105 | Мушко становништво старосног доба од 15 година и више са непотпуном основним образовањем         | 6345     |
| 106 | Женско становништво старосног доба 15 и више година са непотпуном основним образовањем           | 7485     |
| 107 | Становништво старо 15 и више година са комплетним основним образовањем                           | 22567    |
| 108 | Мушко становништво старо 15 година и више са комплетним основним образовањем                     | 10763    |
| 109 | Женско становништво старо 15 и више година са комплетним основним образовањем                    | 11804    |
| 110 | Становништво старосног доба 15 и више година са непотпуним средњим образовањем                   | 4730     |
| 111 | Мушко становништво старосног доба од 15 година и више са непотпуним средњим образовањем          | 2658     |
| 112 | Женско становништво старосног доба од 15 година и више са непотпуним средњим образовањем         | 2072     |
| 113 | Становништво старо 15 и више година са пуним секундарном образовањем                             | 12930    |
| 114 | Мушко становништво старосног доба од 15 година и више са пуним секундарном образовањем           | 6194     |
| 115 | Женско становништво старосног доба од 15 година и више са пуним секундарном образовањем          | 6736     |
| 116 | Становништво старије од 18 година са постосновним образовањем                                    | 13702    |
| 117 | Мушко становништво старије од 18 година са постосновним образовањем                              | 6622     |
| 118 | Женско становништво старије од 18 година са постосновним образовањем                             | 7080     |
| 119 | Просечна оцена школовања                                                                         | 7.01     |
| 120 | Просечан ниво образовања мушке популације                                                        | 7.13     |
| 121 | Просечан ниво образовања женског становништва                                                    | 6.91     |
| 122 | Економски активно становништво                                                                   | 47758    |
| 123 | Економски активна мушка популација                                                               | 31220    |
| 124 | Економски активна женска популација                                                              | 16538    |
| 125 | Становништво које није економски активно                                                         | 35103    |
| 126 | Мушко становништво које није економски активно                                                   | 8299     |
| 127 | Женско становништво које није економски активно                                                  | 26804    |
| 128 | Запослено становништво                                                                           | 46736    |
| 129 | Запослено мушко становништво                                                                     | 30401    |
| 130 | Запослено женско становништво                                                                    | 16335    |
| 131 | Незапослена популација                                                                           | 1022     |
| 132 | Незапослена мушка популација                                                                     | 819      |
| 133 | Незапослена женска популација                                                                    | 203      |
| 134 | Становништво без права на здравствене услуге                                                     | 34218    |
| 135 | Становништво које има право на здравствене услуге                                                | 78281    |
| 136 | Становништво које има право на ИМСС                                                              | 30540    |
| 137 | Становништво које има право на социјално осигурање                                               | 3473     |
| 138 | Становништво које има право на државно социјално осигурање                                       | 91       |
| 139 | Становништво које има право на опште осигурање или здравствено осигурање за нову генерацију      | 42868    |
| 140 | Становништво које је било једном или није било у браку током 12 година и више                    | 30993    |
| 141 | Венчано или уједињено становништво од 12 година и више                                           | 46156    |
| 142 | Становништво које је било у браку или уједињено 12 година и више                                 | 5978     |
| 143 | Становништво са католичком религијом                                                             | 107358   |
| 144 | Протестанти, еванђелисти и библијски следбеници различити од еванђелиста                         | 3760     |
| 145 | Становништво са другим религијама различитим од претходних                                       | 67       |
| 146 | Становништво без религије                                                                        | 1064     |
| 147 | Укупно пописаних домаћинства                                                                     | 25286    |
| 148 | Пописна домаћинства на челу са мушкарцима                                                        | 19981    |
| 149 | Пописна домаћинства на челу са женама                                                            | 5305     |
| 150 | Становништво у пописним домаћинствима                                                            | 112602   |
| 151 | Становништво у пописним домаћинствима на челу са мушкарцима                                      | 91910    |
| 152 | Становништво у пописним домаћинствима на челу са женама                                          | 20692    |
| 153 | Укупно домаћинстава                                                                              | 31557    |
| 154 | Укупно насељених домаћинстава                                                                    | 25585    |
| 155 | Укупно приватних кућа                                                                            | 31258    |
| 156 | Насељени приватни домови                                                                         | 25286    |
| 157 | Укупно насељених приватних кућа                                                                  | 25581    |
| 158 | Ненасељене приватне куће                                                                         | 4868     |
| 159 | Појединачна домаћинства за привремену употребу                                                   | 1104     |
| 160 | Становници у насељеним приватним кућама                                                          | 112602   |
| 161 | Насељеност станара у приватним становима                                                         | 4.45     |
| 162 | Просечно становника по соби у приватним насељеним домаћинствима                                  | 1.12     |
| 163 | Појединачна домаћинства са подовима од различитих материјала од земље                            | 24558    |
| 164 | Појединачна домаћинства у приземљу                                                               | 659      |
| 165 | Појединачна домаћинства са једном спаваћом собом                                                 | 6949     |
| 166 | Појединачна домаћинства са две спаваће собе и више                                               | 18268    |
| 167 | Појединачна домаћинства са једним собом                                                          | 878      |
| 168 | Појединачна домаћинства са две собе                                                              | 3380     |
| 169 | Појединачна домаћинства са 3 собе и више                                                         | 20917    |
| 170 | Појединачна домаћинства која имају електрично светло                                             | 25042    |
| 171 | Појединачна домаћинства која немају електрично светло                                            | 188      |
| 172 | Појединачна домаћинства која имају водоводну воду у стамбеном простору                           | 24257    |
| 173 | Појединачна домаћинства која немају водоводну воду у стамбеном простору                          | 936      |
| 174 | Појединачна домаћинства која имају тоалет                                                        | 23630    |
| 175 | Појединачна домаћинства која имају канализацију                                                  | 23480    |
| 176 | Појединачна домаћинства која немају канализацију                                                 | 1679     |
| 177 | Појединачна домаћинства која имају електрично светло, довод воде из јавне мреже и канализацију   | 22684    |
| 178 | Појединачна домаћинства без икаквих услова                                                       | 254      |
| 179 | Појединачна домаћинства која имају радио                                                         | 20375    |
| 180 | Појединачна домаћинства која имају телевизор                                                     | 24336    |
| 181 | Појединачна домаћинства која имају фрижидер                                                      | 21999    |
| 182 | Појединачна домаћинства која имају машину за веш                                                 | 20878    |
| 183 | Појединачна домаћинства која имају аутомобил или комби                                           | 13551    |
| 184 | Појединачна домаћинства која имају рачунар                                                       | 5331     |
| 185 | Појединачна домаћинства која имају фиксну телефонску линију                                      | 10464    |
| 186 | Појединачна домаћинства која имају мобилни телефон                                               | 14949    |
| 187 | Појединачна домаћинства која имају приступ интернету                                             | 3592     |